# Total Commander
Total Commander — файловый менеджер с закрытым исходным кодом, работающий на платформах Microsoft Windows и Android.

## История
Первая публичная немецкая версия стала доступна 25 сентября 1993 года. Это был Windows-клон популярного тогда файл-менеджера Norton Commander для DOS, который назывался Windows Commander. Он был переименован 29 октября 2002 года на текущее наименование по патентному требованию корпорации Microsoft. С версии 4 менеджер стал поддерживать плагины и модифицирование своего интерфейса.
Начиная с версии 7.5 от 16 июля 2009 года русская локализация входит в дистрибутив программы. В ноябре 2010 года автор программы дал большое интервью для русскоязычных пользователей, подробно рассказав о планах проекта и его текущих технических проблемах.
19 июня 2011 года появляется первая версия Total Commander для Android-устройств, вместе с тремя дополнительными плагинами (FTP, LAN, WebDav).
С сентября 2011 года существует специальная редакция Total Commander для 64-разрядных операционных систем. В настоящее время выпускается дистрибутив, в полной мере поддерживающий как x86, так и x86-64 платформы.

## Возможности программы
- Двухпанельный многоязычный графический интерфейс пользователя.
- Полностью настраиваемые сочетания клавиш, близкие к популярному до середины 1990-х годов файловому менеджеру Norton Commander для DOS (клавиатурные комбинации для просмотра, редактирования, копирования и удаления файлов).
- Поддержка Drag&Drop при помощи мыши.
- Вкладочный интерфейс.
- Настраиваемые меню и панели инструментов с кнопками для запуска внешних программ или внутренних команд меню.
- Выделение и сортировка файлов на панели по имени, расширению, дате и времени создания файла и по многим другим условиям, расширяемым плагинами.
- Встроенный FTP-клиент, с поддержкой SSL/TLS.
- Работа с архивами так же, как с подкаталогами. Соответствующие программа-архиватор или плагин вызываются автоматически. Интегрирована поддержка PKZIP, ARJ, LHA, RAR, UC2, ACE, TAR, gzip и tar+gzip. Для практически всех существующих форматов доступны подключаемые модули — плагины.
- Внутренний упаковщик для формата ZIP, с возможностью создания многотомных и самораспаковывающихся (16- и 32-битных) архивов.
- Внутренние распаковщики для форматов ZIP, ARJ, LZH, gzip, tar, RAR и ACE.
- Разрезание и сборка файлов большого объёма.
- Подсчёт и проверка контрольных сумм файлов (CRC32, MD5, SHA1).
- Групповое переименование файлов и синхронизация каталогов (но без атрибутов и расширенных атрибутов, как в rsync, например).
- Сравнение файлов с возможностью редактирования, сравнение файлов с разными кодовыми страницами.
- Расширенный поиск файлов, включая поиск текста в любых файлах, в том числе на нескольких дисках и FTP; поиск дубликатов файлов; поиск внутри архивов.
- Встроенный просмотрщик файлов (lister) для просмотра файлов любого размера в шестнадцатеричном, двоичном или текстовом формате с использованием набора символов «DOS», «ANSI»/«Windows», Unicode, UTF-8 и других.
- Поддерживаются регулярные выражения при поиске файлов (в именах и в содержимом) и во внутреннем просмотрщике, групповом переименовании файлов, диалоге выбора и выделения файлов и фильтрах, но сильно ограниченные (поддерживается мало конструкций, есть ограничение на длину выражения), поиск в просмотрщике по регулярному выражению затруднён.
- Поддержка последовательной очереди и параллельного фонового выполнения операций над файлами (копирование, перенос, удаление, работа с архивами и FTP).
- Журналирование файловых операций.
- Возможность временного повышения уровня привилегий; поддержка механизма User Account Control в Windows Vista/7/8.
- Естественная (native) поддержка портативного режима работы (без инсталляции), поддержка U3 флеш-накопителей.
- Расширение функциональности программы с помощью подключаемых модулей (плагинов).
- Работает с длинными (более 259 символов, но не более 1022 символов) путями под NTFS.
- Для основных операций над файлами, которые могут вызывать ошибки, поддерживается фоновое продолжение операций при выдаче запроса пользователю при ошибке обработки одного или нескольких файлов.
- Встроенный аудиоплеер[источник не указан 1886 дней], позволяющий проигрывать файлы различных форматов из папок в порядке их расположения по имени, с добавлением их в плейлист (есть возможность добавления файлов папки без её открытия в порядке имени в ней). При проигрывании компактно отображает информацию о музыкальном произведении как из тегов, так и в виде полного пути в файловой системе. Имеет пятиполосный эквалайзер и дополнительные звуковые эффекты.

## Плагины
Функциональность Total Commander можно расширять с помощью скриптов (PowerPro, AutoHotkey) и плагинов. Доступно несколько видов таких плагинов:

### Архиваторные плагины (Packer Plugins, WCX)
Архиваторные плагины используются для распаковки определённых типов файлов, обычно архивных форматов. Некоторые такие плагины также позволяют создавать новые архивы поддерживаемого типа и модифицировать существующие архивы.
Плагины могут использоваться для:
- упаковки/распаковки архивов bzip2, PPMd, HA и иных архивов повышенного уровня компрессии;
- создания списка файлов в выбранных каталогах, что полезно для каталогизации целых дисков;
- создания командного файла для выбранных файлов, например, для неоднократного пакетного копирования;
- распаковывания, поиска, распаковки и удаления файлов в CHM-файлах;
- просмотра и извлечения ресурсов (музыки, текстур и т. д.) из игровых архивных файлов;
- скрытия файлов на флеш-диске или дискете от посторонних глаз;
- симметричного и асимметричного шифрования и расшифрования файлов симметричными и асимметричными алгоритмами;
- конвертации звуковых, графических файлов;
- стеганографического сокрытия файлов в изображении с сжатием без потерь (StegoTC) и с потерями (RedJPEG), текстовом файле, аудиофайле, ресурсе исполняемого файла, потоке NTFS (DarkCryptTC);
- нестандартного использования, вроде записи и просмотра структуры каталогов и файлов (DiskDir), хеш-сумм (md5, sha1 — больше практически не нужны в связи с адекватной функцией в самой программе).

### Плагины внутренней программы просмотра (Lister Plugins, WLX)
Плагины внутренней программы просмотра отображают специальные типы файлов во встроенном просмотрщике (Lister), а также на панели быстрого просмотра (Ctrl+Q).
К примеру, плагины могут использоваться для:
- отображения файлов в графических форматах, баз данных, PDF, OpenOffice.org;
- отображения исходного кода на Си, Pascal, Java и т. д. с подсветкой синтаксиса;
- проигрывания файлов в звуковых форматах и видеоформатах, а также CD-треков;
- просмотра различной информации об архивах: размер данных, количество файлов и т. д.;
- просмотра SWF-файлов, веб-страниц, электронных книг формата FB2.

### Плагины файловой системы (File System Plugins, WFX)
Плагины файловой системы доступны через панель Сетевого окружения. Они обычно обеспечивают доступ к каким-то частям компьютера, куда нет доступа через имена дисков, или к каким-либо удалённым системам.
Плагин файловой системы может быть предназначен для доступа к:
- устройству Windows CE или Pocket PC;
- файловой системе мобильных телефонов (Samsung, Symbian, Siemens, Motorola, Nokia);
- файловым системам ext2fs и ReiserFS;
- удалённым веб-серверам по HTTP-протоколу, почтовому серверу;
- информации о запущенных на данный момент процессах;
- содержимому кеша Internet Explorer;
- базе (контактам и истории сообщений) Миранды;
- содержимому плей-листов Winamp;
- реестру Windows, в том числе на удалённом компьютере, с возможностью работы с ключами реестра как с файлами и папками;
- буферу обмена Windows, например, копированию графического фрагмента в разных форматах;
- скрытым настройкам операционной системы.

### Информационные плагины (Content plugins, WDX)
Информационные плагины призваны решать несколько задач: поиск по специфическим свойствам и сведениям о содержимом файлов, отображение этой информации в файловых списках и использование её в инструменте группового переименования и для добавления дополнительной информации в название файла.
Информационные плагины могут применяться для получения:
- тегов аудиофайлов (исполнитель, заголовок, альбом и т. д.);
- информации о видеофайлах, графических файлах, цифровых фотоснимках, хранящейся в заголовках EXIF в JPEG-файлах;
- текста из документов MS Word, OpenOffice.org, Acrobat;
- атрибутов файла, таких как время создания и т. п. (встроенный плагин);
- атрибутов исполняемых модулей.

### Плагины быстрого поиска
Существует возможность изменять плагин быстрого поиска, используемый по умолчанию. Можно подключать вместо него другой плагин, чтобы добавить поддержку некоторых кодировок или изменить алгоритм быстрого поиска файлов. На 2010 год имелось два таких плагина:
- QuickSearch Extended;
- вариант с поддержкой китайской кодировки текста.

## Особенности программы
- 32-битная версия Total Commander под платформой x86-64 работает с рядом ограничений, свойственных 32-разрядным приложениям, поскольку сама программа и, соответственно, плагины, написаны под x86. В частности, файловый менеджер не имеет доступа к каталогу Windows\System32, поскольку для 32-разрядных приложений доступ к системному каталогу для 64-разрядного кода запрещён на уровне ядра.[15] Однако начиная с седьмой версии в TC появилась экспериментальная директива x64DisableRedirection, позволяющая отключить перенаправление системных папок в 32-разрядные копии.[15]
- Начиная с версии 8.0 выпускается и полностью 64-разрядный Total Commander (программа была переписана на Free Pascal/Lazarus), что позволило избавиться от вышеописанных проблем, но добавило новые. В частности, необходимость переработки старых плагинов, так как они не совместимы с 64-разрядным ядром программы. 16 сентября 2011 года состоялся релиз первой beta-версии TC 8.0.[16]
- Частичная поддержка юникода.[17]
- Зачаточная поддержка жёстких/мягких ссылок. Мягкие ссылки показываются, удаление работает корректно (удаляется ссылка, а не каталог по ссылке с подкаталогами и файлами), но подсчёт занимаемого места ведётся считая, что ссылки — это новые каталоги/файлы, в поиске нельзя указать атрибут «ссылка», файлы копируются + удаляются вместо быстрого перемещения, если исходные файлы и пути назначения лежат на разных дисках, но реальные пути (после разворачивания всех мягких ссылок) лежат на одном и т. д.